# Lindale (Texas)
Pour les articles homonymes, voir Lindale.
Lindale est une ville située au nord-ouest du comté de Smith, au Texas, aux États-Unis,. Fondée en 1871, la ville est incorporée en 1905.

## Démographie
Lors du recensement de 2010, la ville comptait une population de 4 818 habitants. Elle est estimée, en 2016, à 5 853 habitants.

### Source de la traduction
- (en) Cet article est partiellement ou en totalité issu de l’article de Wikipédia en anglais intitulé « Lindale, Texas » (voir la liste des auteurs).